# Оксид-дихлорид гафния
Оксид-дихлорид гафния — неорганическое соединение, оксосоль металла гафния и соляной кислоты с формулой HfOCl2, белые кристаллы, хорошо растворяются в холодной воде, образует кристаллогидрат.

## Получение
- Растворение в разбавленной соляной кислоте дигидроксида-оксида гафния:

{\displaystyle {\mathsf {HfO(OH)_{2}+2HCl\ {\xrightarrow {}}\ HfOCl_{2}+2H_{2}O}}}
- Гидролиз хлорида гафния(IV):

{\displaystyle {\mathsf {HfCl_{4}+H_{2}O\ {\xrightarrow {}}\ HfOCl_{2}+2HCl}}}
- Реакция хлорида гафния(IV) с оксидом хлора в четырёххлористом углероде:

{\displaystyle {\mathsf {HfCl_{4}+Cl_{2}O\ {\xrightarrow {}}\ HfOCl_{2}+2Cl_{2}}}}

## Физические свойства
Оксид-дихлорид гафния образует белые кристаллы.
Хорошо растворяется в холодной воде, реагирует с горячей.
Образует кристаллогидрат HfOCl2•8H2O, который имеет реальное строение [Hf4(H2O)16(OH)8]Cl8•12H2O.

## Химические свойства
- Безводную соль получают сушкой кристаллогидрата:

{\displaystyle {\mathsf {HfOCl_{2}\cdot 8H_{2}O\ {\xrightarrow {65^{o}C}}\ HfOCl_{2}+8H_{2}O}}}
- Разлагается при нагревании:

{\displaystyle {\mathsf {2HfOCl_{2}\ {\xrightarrow {300^{o}C}}\ HfCl_{4}+HfO_{2}}}}
- Реагирует с горячей водой:

{\displaystyle {\mathsf {2HfOCl_{2}+6H_{2}O\ {\xrightarrow {90^{o}C}}\ Hf_{2}O_{3}Cl_{2}\cdot 5H_{2}O\downarrow +2HCl}}}
- С перегретым па́ром реакция идёт дальше:

{\displaystyle {\mathsf {HfOCl_{2}+H_{2}O\ {\xrightarrow {300^{o}C}}\ HfO_{2}+2HCl}}}
- Растворяется в концентрированной соляной кислоте:

{\displaystyle {\mathsf {3HfOCl_{2}+3H_{2}O\ {\xrightarrow {HCl}}\ [Hf_{3}Cl_{3}(OH)_{6}]Cl_{3}}}}
- Реагирует с щелочами:

{\displaystyle {\mathsf {HfOCl_{2}+2NaOH\ {\xrightarrow {}}\ HfO(OH)_{2}\downarrow +2NaCl}}}
- Вступает в обменные реакции:

{\displaystyle {\mathsf {HfOCl_{2}+Na_{2}S+2H_{2}O\ {\xrightarrow {}}\ HfO(OH)_{2}\downarrow +H_{2}S\uparrow +2NaCl}}}
{\displaystyle {\mathsf {HfOCl_{2}+Na_{2}CO_{3}+H_{2}O\ {\xrightarrow {}}\ HfO(OH)_{2}\downarrow +CO_{2}\uparrow +2NaCl}}}